# Proteus (måne)
|  | Dette er en artikel om Neptuns måne Proteus. For andre betydninger se Proteus. |
Proteus er en af planeten Neptuns måner: Den blev første gang observeret indirekte den 24. maj 1981, da man så den blokere for lyset fra en fjern stjerne i baggrunden; ved den lejlighed fik månen den midlertidige betegnelse S/1981 N 1.

Da rumsonden Voyager 2 fløj forbi og tog billeder af Neptun og seks af dens måner i 1989, viste én af de seks måner, S/1989 N 1, at være den måne der "formørkede" en stjerne i 1981.

Siden har den Internationale Astronomiske Union vedtaget at opkalde den efter havguden Proteus fra den græske mytologi. Månen Proteus kendes desuden også under betegnelsen Neptun VIII (VIII er romertallet for 8).
Proteus er en lidt "aflang" klode, 402 kilometer på den "smalle led" og 436 på den lange. Astronomerne mener at Proteus er tæt på en øvre grænse for hvor stor en måne med Proteus' massefylde kan være uden at "falde sammen" til de er omtrent kugleformede.
Til trods for størrelsen blev Proteus ikke opdaget med observatorier på Jorden, fordi dens overflade er mørk omtrent som sod, og tilbagekaster blot 6 procent af det lys der falder på den. Set fra Jorden står den lille mørke Proteus tæt ved siden af Neptuns store, relativt lyse planetskive, og det gør det ekstremt svært at se Proteus direkte fra Jorden.

Landskabet på Proteus er oversået med kratre, men udviser ikke nogen tegn på geologisk aktivitet i månens indre.